# Calolampra marginalis
Calolampra marginalis är en kackerlacksart som först beskrevs av Walker, F. 1868.  Calolampra marginalis ingår i släktet Calolampra och familjen jättekackerlackor. Inga underarter finns listade.